# KSK 47 Eynatten
KSK 47 Eynatten – belgijski klub szachowy z siedzibą w Eynatten, siedmiokrotny mistrz kraju.

## Historia
Klub powstał w 2003 roku z połączenia Turm Eynatten i SK Eupen 47. W tym samym roku klub zadebiutował w Pucharze Europy, zajmując 23. miejsce. W sezonie 2003/2004 zespół wygrał Division 1. Sezon 2004/2005 klub ponownie zakończył mistrzostwem. W Pucharze Europy zespół zajął trzynaste miejsce, wygrywając w turnieju cztery mecze. W 2006 roku klub zdobył kolejny tytuł mistrza Belgii. W sezonie 2008/2009 uzyskano wicemistrzostwo kraju. Rok później klub został mistrzem Belgii. W sezonie 2010/2011 dokonano skutecznej obrony tytułu. Sezon 2012/2013 KSK 47 zakończył na trzecim miejscu w krajowej lidze. W 2014 roku zespół zdobył mistrzostwo. Rozgrywki Pucharu Europy ukończono natomiast na czternastej pozycji. W sezonie 2014/2015 klub uzyskał drugą lokatę w kraju, a sezon później – trzecią. W roku 2017 klub zdobył mistrzostwo Belgii. Sezon 2017/2018 zespół ukończył na trzecim miejscu. W 2023 roku klub nie przystąpił do rozgrywek Division 1, podejmując rywalizację w Division 3.

## Arcymistrzowie w historii klubu
- Imre Balog[12]
- David Baramidze[13]
- Falko Bindrich[14]
- Dénes Boros[15]
- Igor Chenkin[16]
- Martijn Dambacher[17]
- Jurij Drozdowski[18]
- Serhij Fedorczuk[18]
- Daniel Fridman[19]
- Ołeksandr Gołoszczapow[17]
- Michaił Gołubiew[17]
- / Michaił Gurewicz[17]
- Daniel Hausrath[20]
- Michael Hoffmann[17]
- Ádám Horváth[21]
- Csaba Horváth[21]
- József Horváth[22]
- Wasyl Iwanczuk[23]
- Harmen Jonkman[21]
- Dmytro Komarow[17]
- Aloyzas Kveinys[22]
- Bogdan Lalić[24]
- Feliks Lewin[17]
- Christopher Lutz[16]
- Romuald Mainka[25]
- Wiktor Michalewski[24]
- Leonid Miłow[26]
- Arkadij Naiditsch[17]
- Friso Nijboer[17]
- Predrag Nikolić[27]
- Thomas Pähtz[17]
- Marijan Petrow[14]
- Petar Popović[28]
- Roeland Pruijssers[29]
- Igors Rausis[23]
- Ian Rogers[30]
- Róbert Ruck[17]
- Michaił Saltajew[31]
- Gerhard Schebler[17]
- Jan-Christian Schröder[32]
- Ivan Sokolov[30]
- Šarūnas Šulskis[33]
- Andrij Sumiec[34]
- Robin Swinkels[17]
- Erik van den Doel[21]
- Robert Zelčić[35]